# 斯普林波特
斯普林波特（英語：Springport）是位于美国纽约州卡尤加县的一个镇，地处卡尤加县西部、奥本西南，建于1823年。2010年美国人口普查时，该镇有2367人。其名称来源于当地的泉水（spring）与湖港（lakeport）。